# Palestro (cuirassé)
Pour les articles homonymes, voir Palestro (homonymie).
Le Palestro était un navire cuirassé construit par la Regia Marina italienne dans les années 1860 et 1870. Il était le navire de tête de la classe Principe Amedeo, aux côtés de son navire jumeau Palestro. Il a été posé en 1865, lancé en 1872 et achevé à la fin de 1874. Il était armé d'une batterie principale de six canons de 254 mm (10 po) et d'un canon de 279 mm (11 po). Dernier cuirassé gréé à la voile de la flotte italienne, il disposait d'une seule machine à vapeur capable de propulser le navire à une vitesse légèrement supérieure à 12 nœuds (22 km/h).
Obsolète avant d'entrer en service, Palestro a eu une carrière sans histoire. Il a servi principalement dans l'empire colonial italien et n'a pas vu l'action. En 1880, il participe à une démonstration navale internationale au large de Raguse pour faire appliquer le traité de Berlin de 1878. Palestro a été employé dans la défense de La Maddalena de 1889 à 1894, puis comme navire-école. Il a été rayé du registre naval en 1900 et démantelé en 1902-1904.

## Conception
Palestro mesurait 78.82 mètres de longueur entre perpendiculaires ; il avait un maître-bau de 17.3 m et un tirant d'eau moyen de 8 m. EIl a déplacé 5.761 tonnes  normalement et jusqu'à 6.020 tonnes à pleine charge. Sa superstructure se composait d'un petit château.
Son système de propulsion se composait d'un moteur à vapeur à expansion unique qui entraînait une hélice unique, avec de la vapeur fournie par six chaudières à tubes de fumées cylindriques alimentées au charbon qui étaient ventilées par une seule cheminée placée directement à l'arrière du château. Son moteur a produit une vitesse de pointe de 12,85 nœuds (23,6 km/hh) à 6117 chevaux. Il pouvait parcourir 1.780 milles marins (3.300 km=) à une vitesse de 10 nœuds (19 km/h=). Le navire était gréé en trois-mâts barque pour compléter la machine à vapeur; Principe Amedeo et Palestro étaient les derniers cuirassés gréés à être construits par l'Italie.
Le Principe Amedeo était armé d'une batterie principale de six canons de 10 pouces (254 mm), montés dans trois casemates. Le premier était situé à l'avant, vers la proue, le deuxième et le troisième étaient placés près de la poupe de chaque côté du navire. Un canon de 11 pouces (279 mm) était monté à l'avant comme pièce de chasse. Palestro était protégé par une armure de ceinture de fer de 8,7 po (221 mm) d'épaisseur et étendue sur toute la longueur de la coque =. Les casemates étaient protégées par un placage de fer de 5,5 po (140 mm) et la petite tourelle avait des plaques de fer de 2,4 po (61 mm) d'épaisseur.